# Nazionale maschile under 19 di calcio della Danimarca
La Nazionale di calcio danese U-19 (in svedese Danmarks fodboldlandshold U-19) è la rappresentativa calcistica Under-19 della Danimarca ed è posta sotto l'egida della DBU. Nella gerarchia delle Nazionali calcistiche giovanili danesi è posta prima della Nazionale Under-20 e dopo la Nazionale Under-18.

## Piazzamenti agli Europei Under-19
- 2002: Turno di qualificazione
- 2003: Turno di qualificazione
- 2004: Turno di qualificazione
- 2005: Fase Elite
- 2006: Fase Elite
- 2007: Fase Elite
- 2008: Turno di qualificazione
- 2009: Fase Elite
- 2010: Fase Elite
- 2011: Turno di qualificazione
- 2012: Fase Elite
- 2013: Fase Elite
- 2014: Fase Elite
- 2015: Fase Elite
- 2016: Fase Elite
- 2017: Turno di qualificazione
- 2018: Fase Elite
- 2019: Fase Elite
- 2020 - 2021: Tornei annullati
- 2022: Fase Elite
- 2023: Fase Elite
- 2024: Primo turno
- 2025: Primo turno